# 松山容子
松山 容子（まつやま ようこ、1937年11月30日 - ）は、日本における昭和期に活躍した女優。本名・田中 曠子（旧姓・出井）。旧芸名は松山 清子。愛媛県松山市出身。
1968年の「ボンカレー」（大塚食品）発売以来、長らくパッケージモデルを務め、CM、ホーロー看板でも知られる。

## 略歴
愛媛県松山市で銀行を経営する名士の家に生まれる。愛媛県立松山南高等学校在学中、『アサヒグラフ』（1956年2月5日号）の表紙モデルを務めたのがきっかけで、松竹の役員の目にとまり、卒業と同時に松竹ニューフェイスとして入社する。
1957年6月4日公開の『勢揃い桃色御殿』に新人女優・松山清子として、端役デビューする。11月19日公開の『侍ニッポン』で本格デビューを飾る。主に時代劇映画で活躍、1959年、芸名を松山容子に改名する。

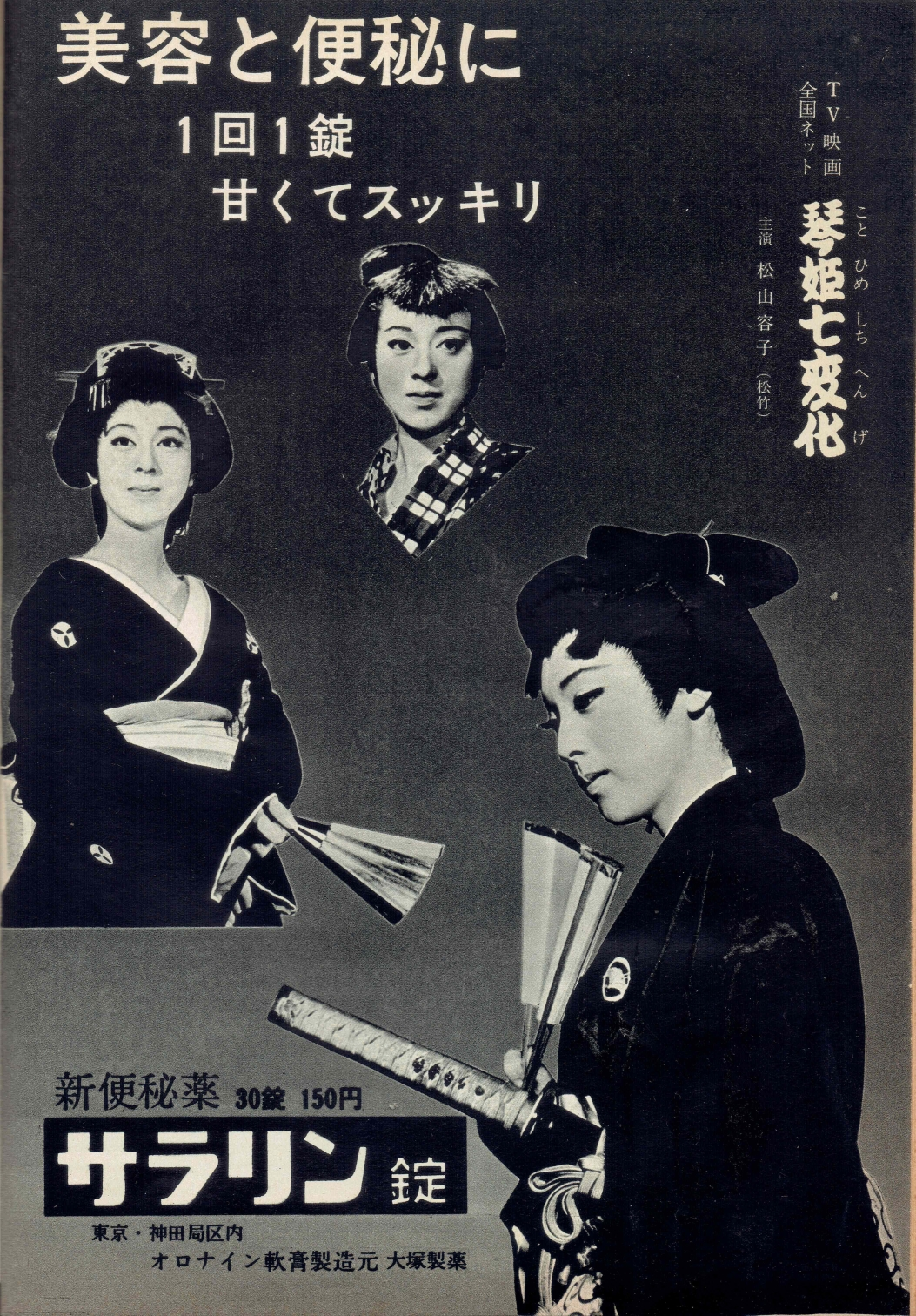
大塚製薬広告

1960年（昭和35年）、テレビドラマ『天馬天平』（日本電波映画 / フジテレビ）で演じた、男装で新撰組と闘う勤皇の姫君・千也姫役が評判となった。ちょうど『崑ちゃんのとんま天狗』（東宝 / 讀賣テレビ放送）の後番組の企画を練っていたスポンサーの大塚製薬がこの人気に着目、この千也姫をモチーフとして、松山を主演に「男を凌ぐ剣の腕をもつ若武者姿の姫君」を主役にしたドラマ企画を打診し、『琴姫七変化』（日本電波映画 / 讀賣テレビ）が製作された。毎回若武者姿だけでなく、芸者、くノ一、鳥追い…　と、文字通り次々替わる「七変化ぶり」も相まって、番組は2年間にわたり継続され、その容姿と華麗な立ち回りから「アクション女優の先駆け」として人気を博す。
その後も『旅がらすくれないお仙』（東映京都テレビプロダクション / NET）などに主演。その他、舞台や映画で活躍する。
1971年（昭和46年）3月、『くれないお仙』や主演映画『めくらのお市』シリーズの原作者である漫画家、棚下照生と結婚。人気の絶頂期に芸能活動を縮小〜休止し、事実上の引退となった。ただし、その後も稀にドラマ等にゲスト出演することがある。
2018年1月22日、ボンカレーの50周年記念イベントにあたってビデオメッセージを送った。

## 人物
- 『琴姫』への起用とその人気が契機となり、大村崑と並び、「大塚グループの顔」として長く起用されることとなった。
- 彼女の殺陣の上手さは映画関係者の間で非常に評価が高く、「古今のチャンバラ女優ナンバーワン」「並ぶ者のいない太刀捌き」との声も多い[5]。

## 出演作品

### テレビドラマ
- 変幻三日月丸（1959年-1960年、フジテレビ）
- 天馬天平（1960年-1961年、フジテレビ） - 千也姫
- 風の武士（1960年-1961年、関西テレビ）
- 琴姫七変化（1960年-1962年、よみうりテレビ） - 琴姫
- 月姫峠（1963年、日本テレビ）
- 霧姫さま（1963年-1964年、日本テレビ） - 霧姫
- 噂の錦四郎（1963年-1965年、よみうりテレビ） - 百合姫
- 里見八犬伝（1964年-1965年、フジテレビ） - 伏姫
- 柔（1964年-1965年、日本テレビ） - 羽衣
- 続・柔（1965年-1966年、日本テレビ） - 矢野須賀子
- 明治天皇（1966年、日本テレビ） - 中山慶子
- 新吾十番勝負（1967年、TBS / 松竹テレビ室）
  - 第27話「剣に花を」- 浅茅
  - 第36話「濡れ髪殺法」- 萩江（浅茅の妹）
- うどん（1967年、関西テレビ） - きぬ
- 俺は用心棒 第1シリーズ 第18話「月明柳の馬場」（1967年、NETテレビ） - もん
- 銭形平次 第65話「秩父の姉妹」（1967年、フジテレビ） - お房
- 海の次郎丸（1968年、朝日放送） - 雪姫
- 西陣物語（1968年、関西テレビ） -  橘ゆき / 芸者・君竜
- 大奥 第12話「元祿 雪の十四日」（1968年、関西テレビ） - 琴
- 帰って来た用心棒 第2話「赫い月の夜」（1968年、NETテレビ）
- 旅がらすくれないお仙（1968年-1969年、NETテレビ） - お仙[6]
- 母恋横丁（1969年、フジテレビ）
- あゝ忠臣蔵（1969年、関西テレビ） - 不破数右衛門の妻・きぬ
- ごちそうさん（1969年、関西テレビ） - 桂子
- 女のうず潮（1970年、朝日放送） - 郁代
- 女系家族（1970年、フジテレビ） - 矢島藤代
- めくらのお市[3]（1971年、日本テレビ） - お市
- 二人の素浪人 第12話（1972年、フジテレビ） - 不知火のお紋
- 幻之介世直し帖 第3話「はやぶさ尼寺に舞う」（1981年、日本テレビ） - 行徳院
- 大江戸捜査網 第543話「お市乱れ花 三味線殺法」（1982年、テレビ東京 / 三船プロ） - お市
- 暴れん坊将軍II 第23話「美女三千! 呪われた大奥」（1983年、テレビ朝日） - お美代
- 遠山の金さん（1983年-1985年、テレビ朝日） - おもん
- 遠山の金さんII（1986年、テレビ朝日） - おもん

### 映画
- 勢揃い桃色御殿（1957年、松竹） - 女芸人・お八重
- 侍ニッポン（1957年、松竹） - 菊乃
- 怪談色ざんげ 狂恋女師匠（1957年、松竹） - 女弟子まさ
- 二等兵物語 死んだら神様の巻（1958年、松竹） - 露子
- 夜の波紋（1958年、松竹） - 墨江
- 女ざむらい只今参上（1958年、松竹） - 駒奴
- 昨日は昨日今日は今日（1958年、松竹） - 女給・花子
- 紅蝙蝠（1958年、松竹） - 初音
- 七人若衆大いに売り出す（1958年、松竹） - 腰元・雪路
- 朝やけ雲の決闘（1959年、松竹） - 久美
- 伝七捕物帖 幽霊飛脚（1959年、松竹） - お市
- 伴淳の駐在日記（1960年、松竹） - 百合子
- 新・二等兵物語 敵中横断の巻（1960年、松竹） - 雪子
- 黒潮秘聞 地獄の百万両（1960年、松竹） - お民
- 番頭はんと丁稚どん（1960年、松竹） - 美代子
- 柔旋風 明治の風雪（1965年、松竹） - 矢野須賀子
- 続・柔旋風 四天王誕生（1965年、松竹） - 矢野須賀子
- 柔旋風 怒涛の対決（1965年、松竹） - 矢野須賀子
- 天下の快男児（1966年、松竹） - 小野良子
- めくらのお市物語 真っ赤な流れ鳥（1969年、松竹・京都映画） - お市
- めくらのお市 地獄肌（1969年、松竹・京都映画） - お市
- めくらのお市 みだれ笠（1969年、松竹大船） - お市
- めくらのお市 命貰います（1970年、松竹大船） - お市

### オリジナルビデオ
- 新・日本の首領7（2005年、シネマパラダイス・GPミュージアム） - 生田多恵子
- 新・日本の首領8（2006年、シネマパラダイス・GPミュージアム） - 生田多恵子

## ディスコグラフィー

### シングル
| 発売日         | 規格           | 規格品番       | 面             | タイトル                    | 作詞           | 作曲           | 編曲           |
| キングレコード | キングレコード | キングレコード | キングレコード | キングレコード              | キングレコード | キングレコード | キングレコード |
| -------------- | -------------- | -------------- | -------------- | --------------------------- | -------------- | -------------- | -------------- |
| 1968年         | EP             | BS-921         | A              | 松山容子 旅がらすお仙のうた | けっそくしんじ | 小川寛興       | 小川寛興       |
| 1968年         | EP             | BS-921         | B              | 五木詩郎 晴姿道中節         | 永井ひろし     | 小川寛興       | 小川寛興       |